# 圖日利夫 (亞戈京區)
50°18′31″N 31°41′56″E / 50.30861°N 31.69889°E
圖日利夫（烏克蘭語：Тужилів）是位於烏克蘭北部的村莊，由基辅州鲍里斯皮尔区的亞霍滕市鎮負責管轄。該村始建於1675年，面積0.38平方公里，海拔高度122米，2001年人口88，人口密度每平方公里231.6人。